# Wydział Elektrotechniki, Automatyki i Informatyki Politechniki Świętokrzyskiej
Wydział Elektrotechniki, Automatyki i Informatyki Politechniki Świętokrzyskiej – jeden z pięciu wydziałów Politechniki Świętokrzyskiej.

## Kierunki kształcenia
Dostępne kierunki:
- Automatyka i Elektrotechnika Przemysłowa  (studia I stopnia)
- Elektromobilność (studia I stopnia)
- Elektrotechnika (studia I i II stopnia)
- Energetyka (studia I stopnia)
- Informatyka (studia I i II stopnia)
- Informatyka – studia w języku angielskim (studia I stopnia)
- Teleinformatyka (studia I stopnia)

Wydział posiada także uprawnienia do nadawania stopni: doktora oraz doktora habilitowanego w dziedzinie nauk inżynieryjno-technicznych w dyscyplinie automatyka, elektronika i elektrotechnika.

## Władze Wydziału
W kadencji 2020–2024:
| Stanowisko | Imię i nazwisko                        |
| --- | -------------------------------------- |
| Dziekan | dr hab. inż. Roman Deniziak, prof. PŚk |
| Prodziekan ds. Studenckich i Dydaktyki (Kierunek: Informatyka)                                                                | dr inż. Barbara Łukawska               |
| Prodziekan ds. Studenckich i Dydaktyki (Kierunki: Elektrotechnika, Automatyka i Elektrotechnika Przemysłowa, Teleinformatyka) | dr inż. Andrzej Stobiecki              |

## Struktura organizacyjna
| Katedra                                                      | Kierownik                                  |
| ------------------------------------------------------------ | ------------------------------------------ |
| Katedra Energetyki, Energoelektroniki i Maszyn Elektrycznych | dr hab. inż. Sławomir Karyś, prof. PŚk     |
| Katedra Urządzeń Elektrycznych i Automatyki                  | dr hab. inż. Sebastian Różowicz, prof. PŚk |
| Katedra Systemów Informatycznych                             | dr hab. inż. Roman Deniziak, prof. PŚk     |
| Katedra Informatyki Stosowanej                               | dr hab. inż. Paweł Sitek, prof. PŚk        |
| Katedra Informatyki, Elektroniki i Elektrotechniki           | prof. dr hab. inż. Marian Gorzałczany      |